# Saint-André-la-Côte
Saint-André-la-Côte ist eine französische Gemeinde mit 274 Einwohnern (Stand: 1. Januar 2022) im Département Rhône in der Region Auvergne-Rhône-Alpes. Administrativ gehört die Gemeinde zum Arrondissement Lyon und ist Teil des Kantons Vaugneray (bis 2015: Kanton Mornant). 

## Geografie
Saint-André-la-Côte liegt etwa 22 Kilometer südwestlich von Lyon in den Monts du Lyonnais des Zentralmassivs. 
Die Nachbargemeinden von Saint-André-la-Côte sind Rontalon im Norden und Nordosten, Chaussan im Osten, Chabanière mit der Commune deleguée Saint-Sorlin im Südosten, Sainte-Catherine im Süden sowie Saint-Martin-en-Haut im Westen.

## Weblinks

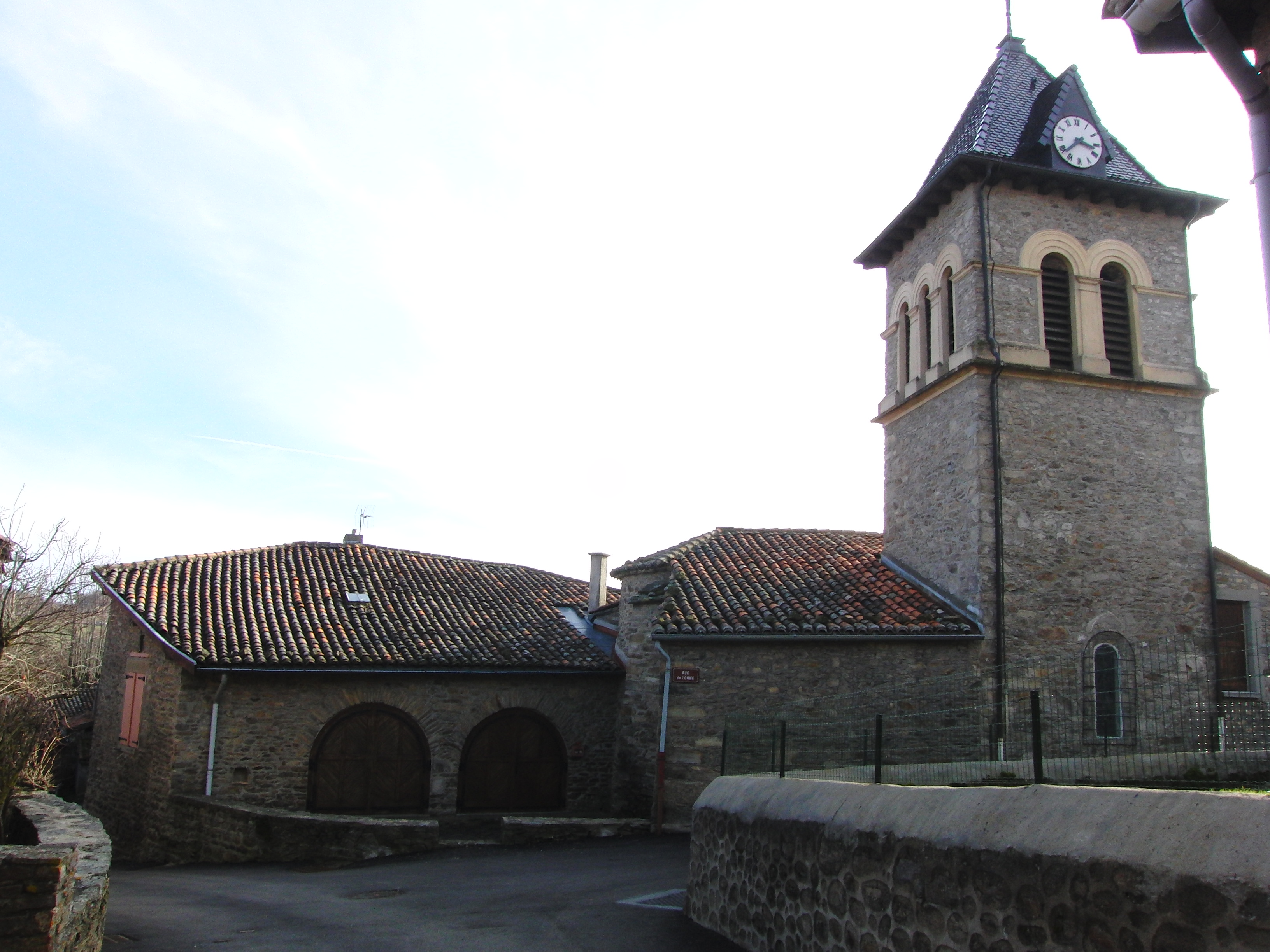
Kirche

## Bevölkerungsentwicklung
| Jahr                       | 1962 | 1968 | 1975 | 1982 | 1990 | 1999 | 2006 | 2012 |
| -------------------------- | ---- | ---- | ---- | ---- | ---- | ---- | ---- | ---- |
| Einwohner                  | 143  | 148  | 130  | 149  | 185  | 182  | 257  | 280  |
| Quellen: Cassini und INSEE |      |      |      |      |      |      |      |      |

## Sehenswürdigkeiten
- Kirche